# Farey (Niger)
Pour les articles homonymes, voir Farey.
Farey est une localité et une commune rurale du Niger, du département de Dosso, région de Dosso.

## Géographie
La localité de Farey est située à 66 km au sud du chef-lieu départemental Dosso.  
| Gollé | Dosso   | Goroubankassam   |
| Gollé | Farey   | Téssa            |
|       | Sambéra | Dioundiou, Yélou |

## Histoire
La commune rurale de Farey instaurée en 2002, est issue du canton de Dosso. 

## Population
Lors du recensement général de 2012, la population communale est relevée à 40 302 habitants. La localité compte 1 209 habitants en 2012.

## Localités
La commune s'étend sur 55 villages, 9 hameaux et 31 camps du centre au sud-est du département de Dosso.

## Services et infrastructures
- Centre de Santé Intégré (CSI) à Farey, Bella, Bella 2, Kaffi, Kigoudou Koara et Moribane[4].
- Collège d'enseignement général (CEG) à Farey, Kaffi et Kigoudou Koara.
- Centre de formation des métiers (CFM) à Farey, Schneiderei.